# 綠臀珠母麗魚
綠臀珠母麗魚，為輻鰭魚綱鱸形目隆頭魚亞目慈鯛科的其中一種，分布於南美洲巴西Guaporé河流域，體長可達17.5公分，棲息在河川中底層水域，生活習性不明。

## 擴展閱讀
維基物種上的相關：綠臀珠母麗魚